# Las armas secretas
Las armas secretas es el tercer libro de cuentos del escritor argentino Julio Cortázar, publicado en 1959 por la Editorial Sudamericana.

[Es] un volumen con algunos de los más emblemáticos cuentos del escritor argentino, como «El perseguidor». [...] Este libro de apenas cinco relatos se convertirá con el tiempo, junto a Final del juego e Historias de cronopios y de famas, en uno de los títulos de referencia de la excelente y diversa narrativa cortazariana. Lo cierto es que los cinco cuentos de que consta son espléndidos y, por sí solo, el libro justificaría la fama de un escritor.
Artículo en el periódico El Mundo

## Contenido de tres de los cuentos

### Los buenos servicios
Madame Francinet es una anciana viuda la cual vive alquilando una humilde habitación que paga con los esporádicos trabajos como empleada doméstica que consigue. Un día cualquiera, aparece Madame Rosay, una antigua clienta la cual gustaría de contratarla a Francinet para que la ayude durante una fiesta en su hogar. El día en cuestión, Madame Francinet se presenta temprano y pronto descubre que el trabajo encargado es el de cuidar a los perros de la familia para que no molesten a los invitados de la fiesta. Tras varias horas, Madame Francinet termina su trabajo y se dirige a la cocina a esperar que le den su paga y poder marcharse, pero al parecer los pocos invitados que aún permanecen en la fiesta, simplemente ignoran su presencia, al igual que los otros criados, que ni siquiera le ofrecen algo de beber. Tras un tiempo se presenta en la cocina Monsieur Bébé, un hombre joven y muy pálido, quien la invita a beber whisky y tiene una conversación con ella. Madame Francinet se siente por primera vez en toda la noche un poco importante, pero esto termina cuando los anfitriones la ven y le pagan su dinero para que se marche de una vez. Tiempo después Monsieur Rosay le ofrece diez mil francos a Madame Francinet para hacerse pasar por la madre de un hombre el cual ha muerto y ella, sin darse realmente cuenta, termina aceptando. Cuando llegan al velorio, Madame Francinet se entera de que el hombre muerto era Monsieur Bébé y comienza a llorar sin necesidad de fingir. Al mismo tiempo, aparecen indicios de la homosexualidad de Bébé y de los aparentes conflictos que existían entre varios de sus amantes. La historia termina con Madame Francinet calmándose al ver al sacerdote entrar para acompañarlos al cementerio.

### El perseguidor
El cuento, basado en la vida de Charlie Parker, narra la historia de un magnífico músico saxofonista. El protagonista, Johnny, es un ser mágico cuando tiene un saxo en las manos, pero su vida diaria tiene caracteres trágicos. La historia comienza con Bruno, crítico de jazz, quien recibe una llamada de Dedée, amante la cual vive con Johnny en un cuarto de hotel. Cuando Bruno acude, se percata de las malas condiciones en las que vive su compañero y amigo, Johnny. (De hecho, Bruno ha escrito un libro biográfico sobre Johnny el cual ha vendido muchas copias). Bruno conversa con Johnny, y este le cuenta que ha perdido su saxo en el metro y que no tiene dinero para comprar otro. Bruno saca un frasco de ron, el cual toman con café. Dedée habla sobre la condición de salud de Johnny, quien tiene fiebre. Este le comenta de que no es necesario llamar al doctor; Bruno piensa en esa extraña obsesión que Johnny tiene con el tiempo: comienza a hablar del tiempo que pasa en el metro y acerca de cómo esto lo saca del tiempo y lo mete en otro. Dedée le dice a Bruno que Johnny tiene sed pero en realidad se refiere a la necesidad de Johnny por drogas.
En «El perseguidor», el músico de jazz Johnny Carter regresa de la muerte alucinando con gran cantidad de sonidos intraducibles. Según el periódico madrileño El Mundo «quizá se trate de la mejor recreación de [el mito de] Orfeo que se haya hecho en los tiempos actuales».

### Las armas secretas
El cuento inicia con un joven, Pierre, que espera a su novia en su apartamento. Luego de esperarla por mucho tiempo decide bajar al café que queda cerca de su casa, donde finalmente encuentra a su novia, Michèle. Pierre se pierde en sus pensamientos mientras Michèle habla con dos amigos que se habían reunido con ellos. Luego se marchan, mientras Pierre piensa que al fin podrán estar juntos, pues los padres de Michèle saldrían de viaje al día siguiente y podrían quedarse los dos solos en la casa de ella.
A lo largo del día Pierre se pierde totalmente en sus divagaciones, siempre imaginando la casa de Michèle con una bola de cristal en el pasamanos, y preguntándose por qué Michèle aún no ha permitido que tengan relaciones sexuales. Pasa toda la tarde y la noche en sus pensamientos y, sin darse realmente cuenta, de pronto se encuentra ya dirigiéndose con Michèle a su casa sin haber casi dormido en toda la noche.
Cuando llegan, él nota que en realidad en el pasamanos no había una bola de cristal, aunque esa imagen se sigue pasando por su cabeza. Luego de un rato comienza a besarla, pero cuando ella intenta alejarlo, por un momento trata de forzar y violar a Michèle;
Al final del cuento, Pierre regresa a la casa y entra a la habitación de Michèle, ella intenta gritar pero está atrapada, Pierre se le acerca lentamente mientras se retira las hojas secas de su cara y vuelve a violar a Michèle.